# On Bullshit

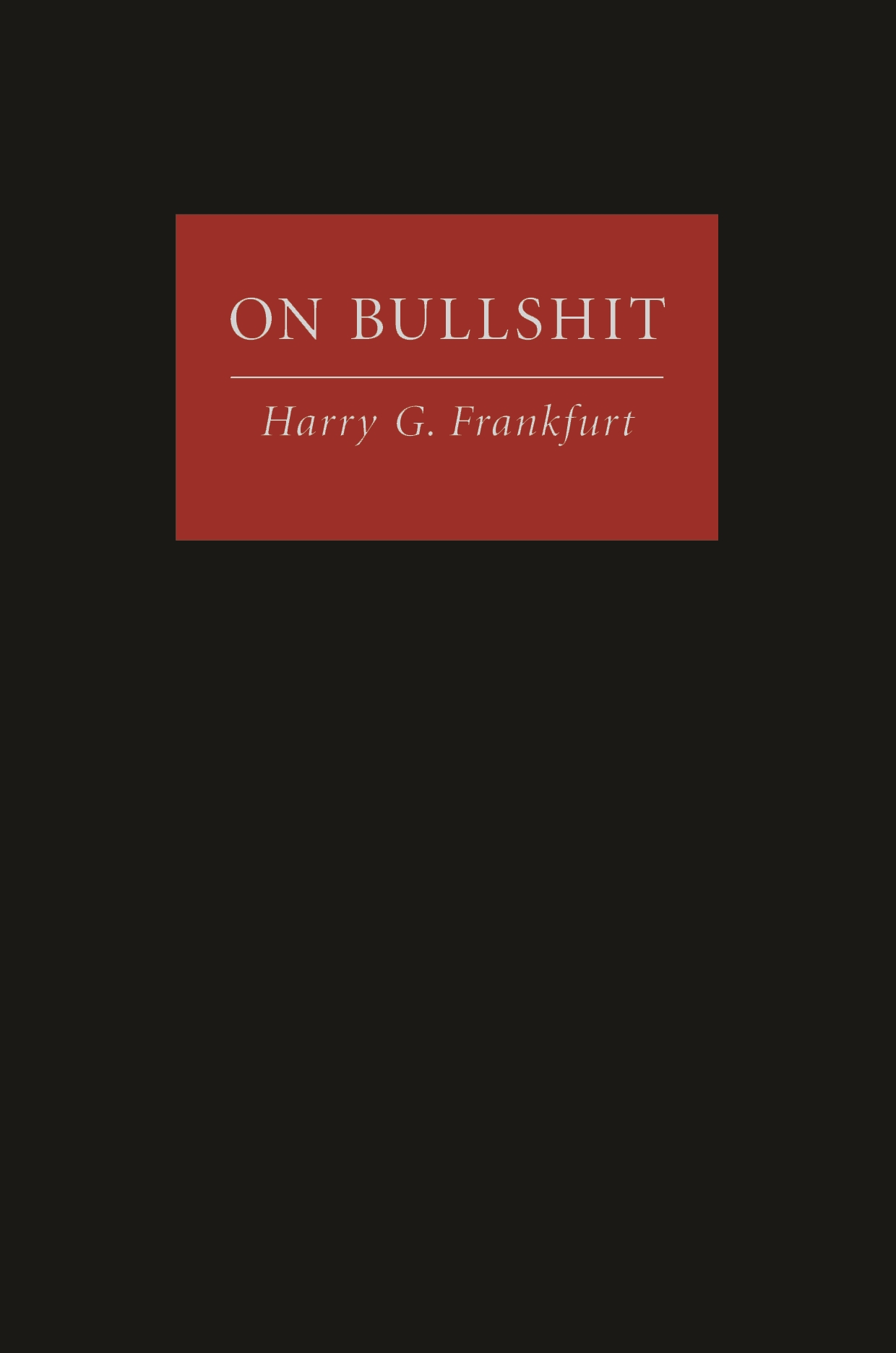
Buchcover

On Bullshit ist der Originaltitel eines Essays des amerikanischen Philosophen Harry Frankfurt. Der Text handelt vom Phänomen des Bullshit (deutsch etwa Bockmist, Humbug, leeres Gerede). Er erschien 1986 zum ersten Mal als Aufsatz im Raritan Quarterly Review und wurde 2005 als gebundene Einzelausgabe in den USA zum Bestseller.

## Inhalt

### Der Begriff „Bullshit“
In der heutigen englischen Umgangssprache bezeichnet das vulgäre Wort eine bestimmte Art von Gerede, das im Gestus prätentiös, inhaltlich aber leer ist und einer Wahrheitsprüfung nicht standhält. Am treffendsten lässt der Ausdruck sich mit dem neudeutschen Wort Hohlsprech übersetzen, eingeschränkt auch mit Salbadern. Verwandten Wörtern wie Humbug, Unsinn, Blödsinn, Schwachsinn und Mumpitz fehlt im Deutschen die Konnotation des Anmaßenden. Auch der Ausdruck Geschwurbel weist in diese Richtung, hat aber eine zusätzliche Konnotation von Unverständlichkeit, die dem Begriff Bullshit nicht zu eigen ist.
Die Etymologie des englischen Worts „bullshit“, das sowohl als Substantiv als auch als Verb verwendet wird, ist nicht eindeutig geklärt. Es lässt sich als „Bullen-“ oder „Stierscheiße“ übersetzen. Das Wort „bull“ hat jedoch eine weitere Bedeutung (‚unaufrichtig sprechen‘, ‚täuschen‘), die Frankfurt erwähnt. Das Wort wird mit dem altfranzösischen ‚bole‘ (‚Täuschung‘) und isländischen ‚bull‘ (‚Unsinn‘) in Verbindung gebracht und hat nichts mit der Tierbezeichnung zu tun.

### Die Ausgangsfrage
Am Anfang und erneut am Ende des Textes bemerkt Frankfurt, dass wir in unserer Kultur ständig von Bullshit umgeben seien. Am meisten interessiert ihn dabei derjenige Bullshit, der im öffentlichen Leben sichtbar werde, besonders in der Werbung und in der Öffentlichkeitsarbeit, etwa von Parteien und Politikern, wobei Werbung, PR und Politik heute sehr nahe benachbart seien. Bullshit werde unvermeidlich dann hervorgebracht, wenn Menschen gezwungen seien oder auch nur Gelegenheit erhalten, über Dinge zu sprechen, von denen sie nicht genug verstehen. Im öffentlichen Leben sei dies leider sehr oft der Fall. Als zweite Ursache für eine Flut von Bullshit nennt Frankfurt die verbreitete Überzeugung, dass in einer Demokratie jeder Bürger zu sämtlichen Angelegenheiten, die sein Land betreffen, dezidierte Meinungen haben müsse. Darüber hinaus möchten viele, die sich als bewusst moralisch Handelnde verstehen, sogar Vorkommnisse und Bedingungen in aller Welt bewerten; wenn Faktenkenntnisse fehlen, entstehe auch hier unausweichlich Bullshit.
Frankfurts Ziel ist es, eine theoretische Handhabe zu entwickeln, die über die umgangssprachliche Verwendung des Begriffs hinausgeht, die Bullshit genau beschreibt und die es erlaubt, Bullshit zu identifizieren.

### Max Black: The Prevalence of Humbug
Der erste Text, den Frankfurt auf der Suche nach dieser Handhabe diskutiert, ist Max Blacks Essay The Prevalence of Humbug (1983). Der Ausdruck Humbug ist im Ton etwas milder als Bullshit, bezeichnet in der Sache aber vermutlich etwas sehr Ähnliches. Black definiert Humbug als: „(an Lüge nicht ganz heranreichende) irreführende Falschdarstellung der eigenen Gedanken, Gefühle oder Einstellungen, besonders durch anmaßende Worte oder Taten“. Er bezeichnet damit einige Charakteristika von Humbug, die, wie Frankfurt findet, auch Bullshit ausmachen:
- die irreführende, trügerische Absicht
- die Falschdarstellung, die aber nicht mit Lüge identisch ist
- die Anmaßung oder Prätention, die das Motiv dafür sein kann (aber nicht muss), dass Bullshit geredet wird

Wer Bullshit redet, liefert eine Falschdarstellung ‒ aber nicht eine Falschdarstellung der Sache, über die er redet, sondern eine Falschdarstellung von sich selbst. Er will in anderen einen bestimmten Eindruck über sich selbst erzeugen und über das, was in seinem Kopf vor sich geht.

### Ludwig Wittgenstein
Ludwig Wittgenstein hat einen großen Teil seiner philosophischen Energie darauf verwendet, bestimmte Formen von Unsinn zu identifizieren und zu bekämpfen. Frankfurt bemerkt, dass Wittgenstein ein Merkmal von Bullshit benannt und durchdacht habe, das Black entgangen sei: Schludrigkeit nämlich. Wer Bullshit redet, tut dies in der Regel ohne Sorgfalt, ohne Achtsamkeit für Details, ohne gedankliche Disziplin, ohne Bemühung um Objektivität, ohne Rücksicht auf Standards; er folgt ungehindert seinen Impulsen und Launen.
Der Mangel an Sorgfalt ist aber kein sauberes Kriterium für Bullshit. Neben grobem, gepfuschtem Bullshit gibt es erstens auch raffiniert ausgetüftelten Bullshit, etwa in Werbung und PR, wo Experten sich heute hochentwickelte Techniken aus Psychologie, Meinungs- und Marktforschung zunutze machen. Zweitens gibt es nicht nur hingeschlampten vagen, nebulösen Bullshit, sondern auch solchen, der übertrieben detailliert, konkret und spezifisch ist.

### Frankfurts Definition
Als Quintessenz von Bullshit bestimmt Frankfurt die vollständige Gleichgültigkeit des Bullshitters (d. h. der Person, die Bullshit redet) gegenüber der Wahrheit. Den Bullshitter interessiert es nicht, ob seine Aussagen wahr oder falsch sind; er versucht nicht einmal, eine sorgfältige Beschreibung der Realität zu geben. Frankfurt kommt am Buchende zur Konklusion, dass die zeitgenössische populäre Verbreitung von Bullshit tiefere Ursachen habe – in einer Form von Skeptizismus gegenüber dem Zugang zu objektiven Fakten bzw. Realitätsbeschreibungen. Dies führt zur Annahme, man könne unmöglich wissen, wie die Dinge wirklich seien. Somit sind viele "Bullshitter" schlussendlich nicht an einer akkuraten Darstellung der realen Verhältnisse interessiert, sondern an einer ehrlichen Annäherung an das eigene Selbst: Da die Tatsachen kaum oder gar nicht ermittelbar seien, könne sich der Bullshitter nicht aufrichtig der Realität nähern, wohl aber aufrichtig den Zugang zu sich selbst suchen. Da wir Menschen nun selbst von flüchtiger Natur und wenig substanzhaltig seien, sei Aufrichtigkeit selbst Bullshit.

### Oxford English Dictionary
Das Oxford English Dictionary bestätigt im Wesentlichen den Gebrauch, den Frankfurt von dem Begriff Bullshit bis dahin gemacht hat. Ansprechend findet er die dort genannte Metapher „heiße Luft“, die ebenso wie die Metapher Bullshit auf die Leere, die Substanzlosigkeit der Rede verweist.

### Ezra Pound: Canto LXXIV
Ein weiteres Charakteristikum entdeckt Frankfurt in Ezra Pounds Gedicht Canto LXXIV (1948). Pounds lyrisches Ich unternimmt es in diesem Gedicht, einen Bullshitter zur Rede zu stellen. Statt des leeren Geredes fordert er Fakten. Bullshit ist Bluff. Es ist eher Fälschung als Lüge, was auch ein neues Licht darauf wirft, dass es keineswegs schlampig gemacht sein muss.

### Eric Ambler: Dirty Story
Die nächste Anregung empfängt Frankfurt aus einer Passage in Eric Amblers Roman Schmutzige Geschichte (1967). Eine der Figuren macht sich in diesem Thriller das Bullshitten zur Überlebenstechnik und schlägt sich damit vermutlich besser durch als mit Lügen. Frankfurt fällt dazu erstens ein, dass ein Bullshitter in seiner Umgebung gewöhnlich mehr Toleranz findet als ein Lügner, und dass Bullshit, weil es so viel schwammiger ist, weniger als persönlicher Angriff empfunden wird als eine Lüge.
Zweitens zeigt das Begriffspaar Bullshit und Lüge sich hier von einer neuen Seite: Eine Lüge ist so scharf fokussiert, die Anforderungen der Lüge sind so streng, dass der Lügner, wenn er erfolgreich sein will, sein Handwerk sehr präzise ausüben muss. Der Bullshitter dagegen hat großen Raum für Fantasie und Improvisation; verglichen mit dem Lügner ist er quasi ein Künstler.

### Augustinus: De mendacio
Der letzte Text, auf den Frankfurt zurückgreift, ist Augustinus’ Traktat De mendacio. Der Autor unterscheidet darin acht Arten der Lüge, von denen sieben keine Lügen im strengsten Sinne seien, weil es nicht das Ziel des Lügners sei, eine Unwahrheit zu sagen. Ganz anders bei der achten Art des Lügens, bei der aus Vergnügen am Täuschen gelogen wird; für Augustinus ist nur dies die wahre Lüge.
Weil den Bullshitter der Unterschied zwischen wahr und falsch überhaupt nicht interessiert, stellt Frankfurt fest, dass nicht die Lüge der größte Feind der Wahrheit sei, sondern Bullshit.

### Kritik am Antirealismus
Abschließend stellt Frankfurt die Frage "Warum gibt es soviel Bullshit?" Er benennt als "tiefere Ursachen" hierfür jene "Formen eines Skeptizismus", die zum sogenannten Antirealismus führen und letztendlich das Vertrauen "in das Konzept einer objektiven Forschung" untergraben. Das "Ideal der Richtigkeit" würde in diesem Zuge durch das "Ideal der Aufrichtigkeit" ersetzt. Er gibt zu bedenken, dass die von Antirealisten idealisierte Aufrichtigkeit – wie er im letzten Satz des Essays formuliert – "selbst Bullshit" sei.

## Rezeption
Der amerikanische Anthropologe und Anarchist David Graeber bezieht sich in seinem Buch Bullshit Jobs (2018) auf Frankfurts Text. Auch die deutsche Philosophie und Sozialtheorie hat Frankfurts Konzept aufgegriffen und auf den medialen und politischen Diskurs angewandt. Dafür stehen etwa Philipp Hübl mit Bullshit Resistenz. Wie wir uns vor Lügen, Fake News und Verschwörungstheorien schützen können (2024) sowie Robert Feustels und Gregor Ritschels Populistische Spiele. Bullshit als politische Strategie (2025).

## Ausgaben
- Originaltitel: Harry G. Frankfurt: On Bullshit. Princeton University Press, Princeton, NJ 2005, ISBN 0-691-12294-6.
- deutsche Übersetzung: Harry G. Frankfurt: Bullshit. Aus dem Englischen von Michael Bischoff. Suhrkamp, Frankfurt am Main 2006, ISBN 3-518-58450-2.